# Communauté de communes Terre d’Eau Vittel-Contrexéville
Die Communauté de communes Terre d’Eau Vittel-Contrexéville ist ein ehemaliger französischer Gemeindeverband mit der Rechtsform einer Communauté de communes im Département Vosges in der Region Grand Est. Sie wurde am 17. Dezember 2009 gegründet und umfasste elf Gemeinden. Der Verwaltungssitz befand sich im Ort Contrexéville.

## Historische Entwicklung
Mit Wirkung vom 1. Januar 2017 fusionierte der Gemeindeverband mit der Communauté de communes de Bulgnéville entre Xaintois et Bassigny und bildete so die Nachfolgeorganisation Communauté de communes Terre d’Eau.

## Ehemalige Mitgliedsgemeinden
1. Contrexéville
2. Crainvilliers
3. Haréville
4. Mandres-sur-Vair
5. Monthureux-le-Sec
6. La Neuveville-sous-Montfort
7. Norroy
8. Suriauville
9. They-sous-Montfort
10. Valleroy-le-Sec
11. Vittel